# Kyujin
张圭珍（：／ Jang Kyu Jin，2006年5月26日—），藝名Kyujin，韩国女歌手，為NMIXX的忙內。

## 人物
由於Kyujin父親從事音樂行業，從小喜歡音樂，喜歡個人唱歌及跳舞。從幼稚園起就夢想成為偶像，12歲開始練習生的訓練。她是一位自律且穩重的人，在聲樂、舞蹈及RAP各方面全能的藝人，特別是舞蹈部份。個人在Spotify採訪中曾表示喜歡太妍音樂舞台、音色及情感，受到其影響成為藝人。
個人最喜歡的顏色為粉紅色。與LE SSERAFIM的洪恩採為同齡朋友。

## 演藝生涯

### 練習生時期
2017年通過WithBill Dance學院的訪問選秀進入JYP，當時是小學5年級,公司內部練習生中年紀最小。
2019年參加JYP娛樂練習生發佈會「Showcase Home Coming: Get Your Glow On」。

### 出道預熱
2021年8月5日，JYP娛樂在JYPn YouTube頻道發布Press舞蹈cover，與成員Jinni和Jiwoo成為最先公開的NMIXX成員。9月17日，JYP娛樂公開My Oh My歌唱Qualifying影像。9月24日，JYP娛樂公開Kyujin與成員Jiwoo的White Flag舞蹈cover。10月28日，JYP娛樂公開Kyujin與成員Jiwoo和Jinni的Que Calor舞蹈cover。

### NMIXX活動
2022年2月22日，作為NMIXX成員Kyujin正式出道，發行單曲專輯《AD MARE》。9月19日，攜第二張單曲專輯《ENTWURF》回歸。
2023年10月21日，擔任《Show! 音樂中心》特別主持。
2024年1月24日，擔任《Show Champion》特別主持。8月25日，擔任《人氣歌謠》特別主持。

## 音樂作品

### 翻唱歌曲
| 年份 | 日期    | 歌手           | 曲目     | 來源   |
| ---- | ------- | -------------- | -------- | ------ |
| 2022 | 9月16日 | Camila Cabello | My Oh My | [ 18 ] |

## 節目主持
| 年份   | 日期     | 電視台 | 節目名稱           | 來源   |
| ------ | -------- | ------ | ------------------ | ------ |
| 2023年 | 10月21日 | MBC    | 《Show! 音樂中心》 | [ 15 ] |
| 2024年 | 1月24日  | MBC M  | 《Show Champion》  | [ 16 ] |
| 2024年 | 1月30日  | MBC M  | 《Show Champion》  | [ 19 ] |
| 2024年 | 8月25日  | SBS    | 《人氣歌謠》       | [ 17 ] |